# ديك فولر (لاعب كرة قدم أسترالية)
ديك فولر (بالإنجليزية: Dick Fowler)‏ هو لاعب كرة قدم أسترالية أسترالي، ولد في 13 فبراير 1890 في كنزينغتون في المملكة المتحدة، وتوفي في 19 يوليو 1937 في ملبورن في أستراليا.

## وصلات خارجية
- ديك فولر على موقع AustralianFootball.com (الإنجليزية)
- ديك فولر على موقع AFLtables.com (الإنجليزية)